# Riccardia chamedryfolia
Riccardia chamedryfolia là một loài rêu trong họ Aneuraceae. Loài này được With. Grolle mô tả khoa học đầu tiên năm 1969.